# Caecilia abitaguae
Caecilia abitaguae es una especie de anfibios de la familia Caeciliidae.
Es endémica de Ecuador.
Sus hábitats naturales incluyen montanos húmedos tropicales o subtropicales, plantaciones , jardines rurales y zonas previamente boscosas ahora muy degradadas.
Está en peligro de extinción debido a la destrucción de su hábitat.